# Meridià 37 a l'oest
El meridià 37 a l'oest de Greenwich és una línia de longitud que s'estén des del pol Nord travessant l'oceà Àrtic, Groenlàndia, Amèrica del Sud, l'oceà Atlàntic, l'oceà Antàrtic, i l'Antàrtida fins al pol Sud.
El meridià 37 a l'oest forma un cercle màxim amb el meridià 143 a l'est. Com tots els altres meridians, la seva longitud correspon a una semicircumferència terrestre, uns 20.003,932 km. Al nivell de l'Equador, és a una distància del meridià de Greenwich de 4.119 km.

## De Pol a Pol
Començant en el pol Nord i dirigint-se cap al pol Sud, aquest meridià travessa:
| Coordenades                             | País, territori o mar                    | Notes |
| --------------------------------------- | ---------------------------------------- | --- |
| 90° 0′ N, 37° 0′ O / 90.000°N,37.000°O  | Oceà Àrtic                               | |
| 83° 27′ N, 37° 0′ O / 83.450°N,37.000°O | Groenlàndia                              | Continent i algunes illes petites |
| 65° 37′ N, 37° 0′ O / 65.617°N,37.000°O | Oceà Atlàntic                            | |
| 4° 56′ S, 37° 0′ O / 4.933°S,37.000°O   | Brasil                                   | Rio Grande do Norte Paraíba — des de 6° 42′ S, 37° 0′ O / 6.700°S,37.000°O Pernambuco — per uns 4 km des de 7° 28′ S, 37° 0′ O / 7.467°S,37.000°O Paraíba — des de 7° 30′ S, 37° 0′ O / 7.500°S,37.000°O Pernambuco — des de 8° 16′ S, 37° 0′ O / 8.267°S,37.000°O Alagoas — des de 9° 19′ S, 37° 0′ O / 9.317°S,37.000°O Sergipe — des de 9° 58′ S, 37° 0′ O / 9.967°S,37.000°O |
| 10° 55′ S, 37° 0′ O / 10.917°S,37.000°O | Oceà Atlàntic                            | |
| 54° 3′ S, 37° 0′ O / 54.050°S,37.000°O  | Illes Geòrgia del Sud i Sandwich del Sud | Illa de Geòrgia del Sud |
| 54° 21′ S, 37° 0′ O / 54.350°S,37.000°O | Oceà Atlàntic                            | Passa a l'est de l'illa Annenkov, Illes Geòrgia del Sud i Sandwich del Sud (a 54° 30′ S, 37° 1′ O / 54.500°S,37.017°O) |
| 60° 0′ S, 37° 0′ O / 60.000°S,37.000°O  | Oceà Antàrtic                            | |
| 77° 58′ S, 37° 0′ O / 77.967°S,37.000°O | Antàrtida                                | Antàrtida Argentina, reclamat per Argentina · Territori Antàrtic Britànic, reclamat per Regne Unit |